# Asymetrella glabra
Asymetrella glabra is een rondwormensoort.